# Euchresta
Euchresta Benn.  è un genere di piante appartenenti alla famiglia  delle Fabacee (o Leguminose).

## Tassonomia
È l'unico genere della tribù Euchresteae, in passato inquadrata come sottotribù (Euchrestinae) delle Dalbergieae, attualmente inclusa nel ‘clade genistoide’, un raggruppamento monofiletico che include Genisteae, Crotalarieae, Podalyrieae, Thermopsideae, Brongniartieae e Sophoreae s.s.
Il genere comprende le seguenti specie:
- Euchresta formosana (Hayata) Ohwi
- Euchresta horsfieldii (Lesch.) Benn.
- Euchresta japonica Hook.f. ex Regel
- Euchresta tubulosa Dunn